# Erwin-von-Steinbach-Preis
Der Erwin-von-Steinbach-Preis, gestiftet 1935 von der Stiftung F.V.S. (seit 1994 Alfred Toepfer Stiftung F.V.S.), war bestimmt für das „alemannische Volkstum“ im Elsass, in der Schweiz und im Deutschen Reich. Die Verleihung erfolgte durch die Albert-Ludwigs-Universität Freiburg. Namensgeber ist der mittelalterliche Bildhauer Erwin von Steinbach.
Die Preisträger waren:
- 1936: Emil Strauß, Schriftsteller
- 1937: Othmar Schoeck, Komponist, Dirigent (Schweiz)
- 1938: Andreas Heusler, Altgermanist (Schweiz)
- 1939: Paul Schmitthenner, Architekt
- 1940: Paul Leschhorn, Maler; Oskar Wöhrle, Schriftsteller
- 1941: Paul Coelestin Ettighoffer, Schriftsteller; Josef Simon, Komponist, Chorleiter
- 1942: Alfred Huggenberger, Schriftsteller (Schweiz)
- 1943: Karl Hoenn, Gymnasialprofessor, Althistoriker

Kuratoriumsmitglieder des Erwin-von-Steinbach-Preises waren Kurt Bauch (V), Franz Beyerle (V), Gerhard Boerlin, Karl Götz, Robert Gradmann, Theodor Haering, Wilhelm Kapp, Friedrich Maurer, Friedrich Metz (V), Joseph Müller-Blattau (V), Georg Schmückle, Gerhard Schumann und Otto Wacker.